# Guigba
Guigba là một thị trấn thuộc tỉnh Batna, Algérie. Dân số thời điểm năm 2002 là 9.708 người.